# Літус Микола Гнатович
Микола Гнатович Літус (15 січня 1925, с. Цибулеве — 21 лютого 2022) — радянський український кінорежисер. Заслужений діяч мистецтв України (2005).

## Життєпис
Народився у с. Цибулеве Кіровоградської області 15 січня 1925 року.
Учасник нацистсько-радянської війни.
Закінчив режисерський факультет Всесоюзного державного інституту кінематографії (1955, майстерня Г. Александрова, М. Ромма).
Поставив на «Таджикфільмі» стрічку «Мій друг Наврузов» (1957).
На Київській кіностудії художніх фільмів створив кінокартини: «Київський театр імені І. Франка», «Веселка» (1959), «Звичайна історія» (1960, у співавт. з I. Земгалом), «Королева бензоколонки» (1963, з О. Мішуріним), «Дні льотні» (1966, у співавт. з . Різіним), «Лише три тижні...» (1971, у співавт. з М. Резніковичем), «Якщо ти підеш...» (1977, у співавт. з В. Шуньком), «Дачна поїздка сержанта Цибулі» (1979, у співавт. з В. Шуньком; також співавт. сценар.), «Подолання» (1982, у співавт. з І. Симоненком), «Пароль знали двоє» (1985), «На крутозламі» (1985), «Випадок із газетної практики» (1987, т/ф), «Зірка шерифа» (1991), «Ленін у вогненному кільці» (1993), «Дар божий» (1998), «У бога мертвих немає» (1999, к/м) та ін.
У 1968—1983 рр. викладав у КДІТМ ім. Карпенка-Карого.
Член Національної спілки кінематографістів України.
Помер 21 лютого 2022 року.